# Bulbophyllum epicranthes
Bulbophyllum epicranthes là một loài phong lan thuộc chi Bulbophyllum.